# Dionigi Scano
Dionigi Scano (Sanluri, 23 febbraio 1867 – Cagliari, 16 novembre 1949) è stato un architetto, saggista e politico italiano.

## Biografia

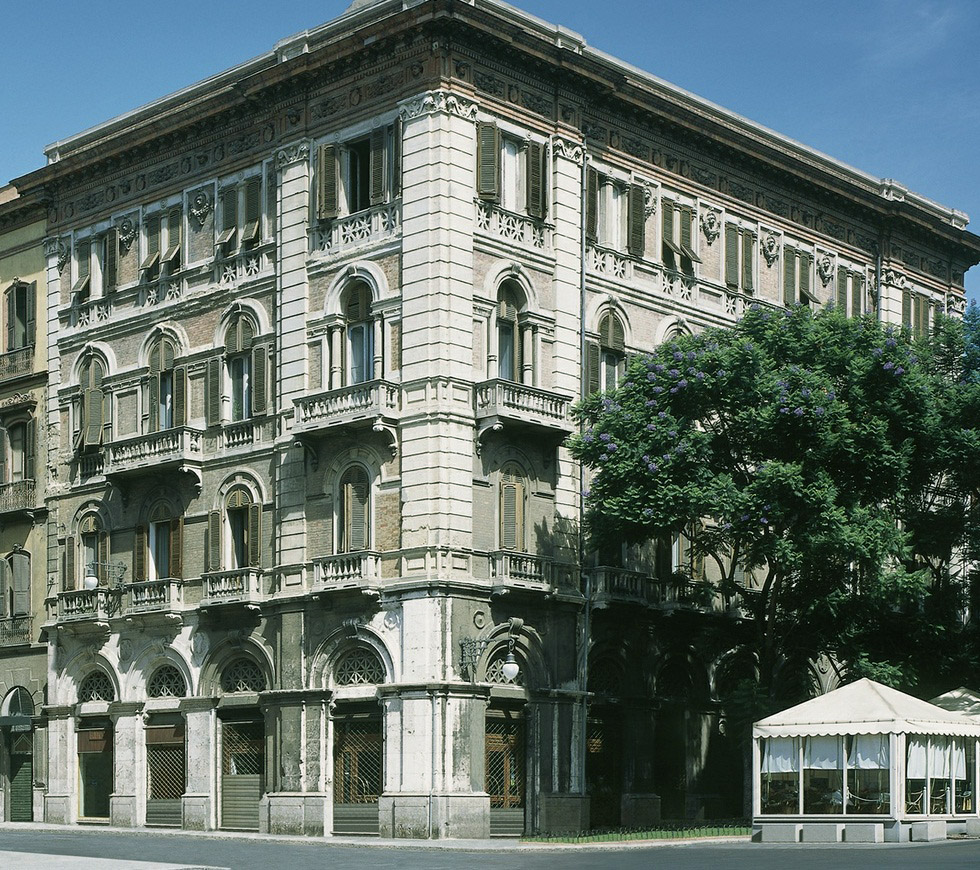
Palazzo Accardo, Cagliari.

Laureatosi alla Regia Scuola d'Applicazione di Torino, fu richiamato in Sardegna da Filippo Vivanet per diventare suo collaboratore nell'ufficio regionale per la conservazione dei monumenti, del cui ufficio divenne in seguito capo.
Successivamente venne incaricato dal Ministero della Pubblica Istruzione di eseguire l'inventario degli edifici di pregio artistico della Sardegna. Il lavoro durò 15 anni ed in quell'occasione fu compilata la prima classificazione degli edifici romanici della Sardegna. Restaurò, con interventi talvolta discutibili e che ne alterarono l'originale aspetto, anche alcuni importanti monumenti come la basilica di San Gavino a Porto Torres, la Torre di San Pancrazio, la Chiesa di San Pietro di Simbranos a Bulzi. Candidatosi alle elezioni del 1905 per il Comune di Cagliari, diventa Consigliere e assessore.
Molto interessante è la sua attività di architetto, con la costruzione di molti edifici come il palazzo Accardo di Cagliari, la sede del Museo archeologico nazionale, in stile eclettico, la villa Congiu Pattarozzi e la propria abitazione sita un tempo in viale Trento a Cagliari, progettata insieme al figlio Flavio.
Attivo anche come scrittore, scrisse molti saggi sull'architettura e sull'arte medioevale in Sardegna, sulla storia della Sardegna ma anche su altri svariati argomenti.

## Scritti principali

### Arte
- L'arte medievale in Sardegna, Roma, Tipografia della Reale Accademia dei Lincei, 1905.
- Castelli medievali in Sardegna, Cagliari, Sassari, Tipografia Montorsi, 1907.
- Storia dell'arte in Sardegna dal XI al XIV secolo, Cagliari-Sassari, 1907 (ed. anast. Bologna, Forni, 1979).
- Chiese medioevali in Sardegna, Cagliari, 1929.

### Storia
- Sigismondo Arquer, Cagliari, 1933.
- Serie cronologica dei giudici sardi, Cagliari, 1939.
- Donna Francesca di Zatrillas: marchesa di Laconi e di Sietefuentes, Cagliari, Società Editoriale Italiana, 1942.
- La vita e i tempi di Giommaria Angioy, introduzione di F. Francioni, Cagliari, 1985.